# 有限射
代数幾何学において、2つのアフィン多様体 {\displaystyle X,Y} の間の有限射（ゆうげんしゃ、英: finite morphism）とは、稠密な正則写像であって、座標環に誘導される写像 {\displaystyle k\left[Y\right]\hookrightarrow k\left[X\right]} が単射準同型でこれにより {\displaystyle k\left[X\right]} が {\displaystyle k\left[Y\right]} の整拡大になるもののことを言う。この定義は準射影多様体に対して次のように一般化できる。準射影多様体の間の正則写像 {\displaystyle f\colon X\to Y} が有限であるとは、任意の点 {\displaystyle y\in Y} に対してあるアフィン近傍系 V が存在し、{\displaystyle U=f^{-1}(V)} がアフィンかつ {\displaystyle f\colon U\to V} が先ほどの意味で有限射になることを言う。

## スキーム論での定義
スキームの射 f: X → Y が有限射であるとは、Y があるアフィン・スキーム
{\displaystyle V_{i}={\mbox{Spec}}\;B_{i}}
による開被覆を持ち、各 i に対して
{\displaystyle f^{-1}(V_{i})=U_{i}}
が開アフィン部分スキーム Spec Ai になり、f を Ui に制限した射から誘導される環準同型
{\displaystyle B_{i}\rightarrow A_{i}}
により Ai が Bi 上の有限生成加群になることを言う。またこのとき、X は Y 上有限であると言う。
実際は、f が有限であることと、Y の全ての開アフィン部分スキーム V = Spec B に対して X における V の逆像がアフィンスキーム Spec A で、環 A が有限生成 B 加群となることは同値である。
例えば、任意の体 k に対して {\displaystyle {\text{Spec}}(k[t,x]/(x^{n}-t))\to {\text{Spec}}(k[t])} は有限射である。これは、{\displaystyle k[t]} 加群としての同型 {\displaystyle k[t,x]/(x^{n}-t)\cong k[t]\oplus k[t]\cdot x\oplus \cdots \oplus k[t]\cdot x^{n-1}} があることから分かる。幾何的には、これは原点で退化するアフィン直線の分岐 n 重被覆なので、有限であることは明らかである。一方、包含による A1 − 0 から A1 への射は有限ではない。ローラン多項式環 k[y, y−1] は k[y] 上の有限生成加群ではないからである。有限射を幾何的に捉えるならば、有限ファイバーを持つ全射を思い描かなければならない。

## 有限射の性質
- 2つの有限射の合成は有限射である。

- 有限射 f: X → Y の基底変換（英語版）は有限射である。つまり、g: Z → Y をスキームの任意の射とすると、自然な射 X ×Y Z → Z 有限は有限射である。これは次の代数的な事実に対応している。A と C を（可換）B 代数とし、A が B 加群として有限生成とすると、テンソル積 A ⊗B C は C 加群として有限生成である。実際、ai を A の B 加群としての生成元とすると、ai ⊗ 1 が A ⊗B C の C 加群としての生成元になる。

- 閉埋入（英語版）は有限である。閉埋入は、局所的に環 A と閉部分スキームに対応するイデアル I を用いて A → A/I とかけるからである。

- 有限射は閉である。したがって、有限射の基底変換は有限射であることに注意すると、有限射は固有である[4]。これは可換環論のコーエン・ザイデンベルクの上昇定理の帰結である。

- 有限射のファイバーは有限集合である。したがって、有限射は準有限射である[4]。これは、体 k に対して任意の有限 k 代数はアルティン環であることから分かる。また、これと関連することとして、有限な全射 f: X → Y があると、X と Y は同じ次元を持つ。

- スキームの射が有限であるのは、固有かつ準有限であるとき、かつそのときに限る（ドリーニュ）[5]。これは、射 f: X → Y が局所的に有限表示であるとき（Y がネーターであるときは、これは他の仮定から従う）はグロタンディークによって示されていた[6]。

- 有限射は射影的かつアフィンである[4]。

## 有限型の射
可換環の準同型 A → B に対し、B が A 代数として有限生成であるとき、B は 有限型（finite type）の A 代数と呼ばれる。B が A 加群として有限生成であるとき、B は 有限（finite ）A 代数と呼ばれるが、これは有限型であることよりも遥かに強い条件である。例えば、可換環 A と自然数 n に対して、多項式環 A[x1, ..., xn] は有限型の A 代数であるが、有限 A 加群となるのは A = 0 か n = 0 のときだけである。有限型ではあるが有限ではない射のもう1つの例は {\displaystyle \mathbb {C} [t]\to \mathbb {C} [t][x,y]/(y^{2}-x^{3}-t)} である。
スキーム論でこれに対応するものは次の通り。スキームの射 f: X → Y が有限型（finite type）であるとは、Y のアフィン開部分スキームによる被覆 Vi = Spec Ai が存在して、f−1(Vi) が有限個のアフィン開部分スキーム Uij = Spec Bij によって被覆され、Bij が Ai 代数として有限型であることを言う。またこのとき、X は Y 上有限型であると言う。
例えば、任意の自然数 n と体 k に対して、k 上の n 次元アフィン空間や n 次元射影空間は k 上（Spec k 上の意）有限型である。一方、n = 0 でない限り k 上有限ではない。より一般に、k 上の任意の準射影的スキームは k 上有限型である。
ネーターの正規化補題を幾何学的に言い換えると次のようになる。体 k 上有限型な全てのアフィン・スキーム X は、X と同じ次元 n を持つ k 上のアフィン空間 An への全射の有限射を持つ。同様に、体上の全ての射影スキーム X は、X と同じ次元 n の射影空間 Pn への全射な有限射を持つ。